# Phare de Ķurmrags
Le  Phare de Ķurmrags (en letton : Ķurmraga bāka) est un ancien phare  qui est situé sur la plage de Ķurmrags, dans la région de Vidzeme en Lettonie.

## Histoire
Après des demandes répétées des pêcheurs locaux, un phare a été construit sur la pointe de Kurmrags en 1923 comme point de repère entre les ports d'Ainazhi et de Riga, à 40 km au sud d'Ainaži, sur le golfe de Riga. C'est une tourelle métallique effilée à claire-voie, montée sur un socle pyramidal en pierres maçonnées, de 14 mètres de haut. Il émettait, à une hauteur focale de 19 mètres, un éclat rouge. Sa portée était de 10 milles nautiques (environ 19 km).
À l'origine, il se trouvait dans un pré en bord du littoral. Lors d'une tornade en 1967, le phare a été détruit et la lumière a été éteinte. La tornade de 2005 l'a propulsé dans la mer à quelques mètres du rivage.
Identifiant : ARLHS : LAT-... - ex-Amirauté : C-3584 .
|               |
| Golfe de Riga |

|                   |
| Phare de Ķurmrags |

### Lien connexe
- Liste des phares de Lettonie